# Kyōsuke Motomi
Kyōsuke Motomi (japanisch 最富 キョウスケ Motomi Kyōsuke; * 1. August) ist eine japanische Mangaka. Ihre international bekannteste und auch ins Deutsche übersetzte Serie ist Dengeki Daisy.

## Werdegang und Werk
Das erste von Motomi veröffentlichte Buch war 2003 die Kurzgeschichtensammlung Penguin Prince. Der Inhalt erschien zuvor im Magazin Betsucomi, das sich an jugendliche Mädchen richtet. Der Zielgruppe blieb Motomi auch danach treu. Alle ihre Geschichten sind Romanzen, meist Komödien, die im Schulalltag spielen. 2004 erschien dann mit Otokomae! Beads Club eine erste kurze Serie von Motomi. Sie erzählt von einem burschikosen Mädchen, das sich nach einem Schulwechsel eigentlich ein „mädchenhafteres“ Image geben wollte, was ihr aber nicht gelingt. 2006 folgte mit Seishun Survival eine Nebengeschichte dazu, die später auch auf Deutsch erschien. Auch Motomis Serien Beast Master von 2007, Dengeki Daisy und QQ Sweeper wurden in viele Sprachen übersetzt. Die deutschen Übersetzungen erschienen stets bei Tokyopop.  
Dengeki Daisy, eine Liebesgeschichte um eine arme Waise an einer Schule, an der die armen Schüler von den reichen sowie den Lehrern ausgenutzt und benachteiligt werden, erreichte bis 2014 einen Umfang von 16 Bänden. Der Manga war in Japan ein Verkaufserfolg mit über 60.000 verkauften Exemplaren pro Band. Seit 2015 erscheint mit Queen’s Quality die bisher längste Serie von Motomi. Die Fortsetzung der kurzen Serie QQ Sweeper dreht sich um ein Mädchen mit der Fähigkeit, negative Emotionen und böse Geister von anderen Menschen auszulöschen. Auch andere, so in ihrer Familie, haben diese Macht und arbeiten damit, doch in der Protagonistin sind noch größere Fähigkeiten verborgen.  

## Bibliografie (Auswahl)
- Penguin Prince (2003, 1 Band, Kurzgeschichtensammlung)
- Otokomae! Beads Club (男前！ビーズ倶楽部, 2004, 1 Band)
- Purikyu  (プリキュウ, 2005, 1 Band)
- Seishun Survival (青春サバイバル, 2006, 1 Band)
- Beast Master (2006–2007, 2 Bände)
- Dengeki Daisy (電撃デイジー, 2007–2014, 16 Bände)
- QQ Sweeper (2014–2015, 3 Bände)
- Queen’s Quality (2015–, 25 Bände)